# 墨西哥國際航空498號班機空難
墨西哥國際航空498號班機是由墨西哥國際航空运营，由墨西哥墨西哥城途经瓜达拉哈拉、洛雷托、蒂华纳前往美國洛杉磯的一班定期航班。1986年8月31日，一架麦道DC-9-32型客機执飞该航班时，在准备降落洛杉磯國際機場時，与一架小型派柏PA-28-181切诺基私人飛機發生空中相撞，导致两機之后均坠毁于洛杉矶郊区的喜瑞都地区。
事件导致大型客机上64人和小型私人飞机上3人全部罹難。DC-9客机撞入喜瑞都的一个居民区，又导致地面15人遇难、8人受伤。而PA-28私人机坠入附近喜瑞都小学的空旷操场上。

## 經過

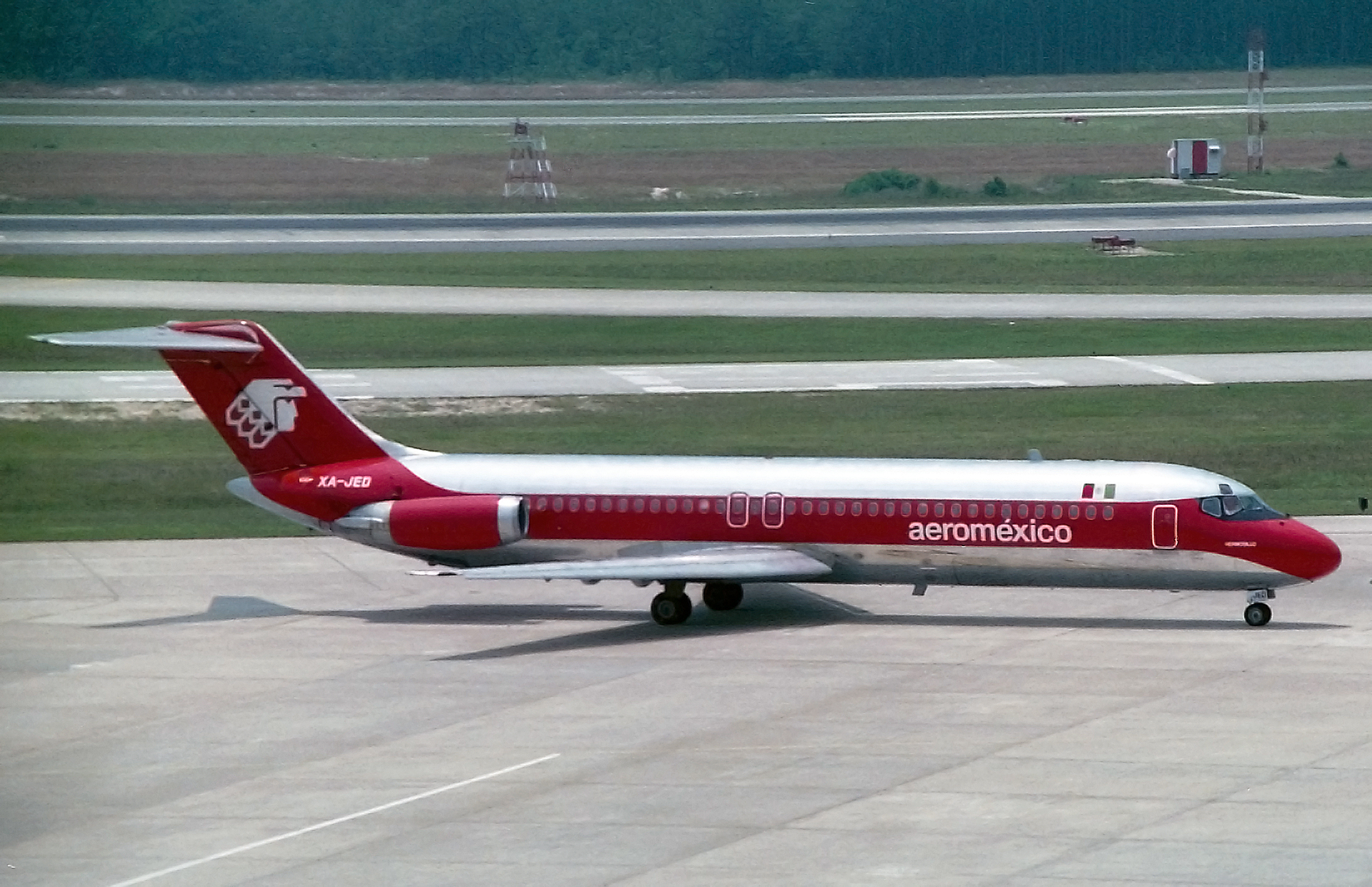
涉事的DC-9客機，攝於1982年5月

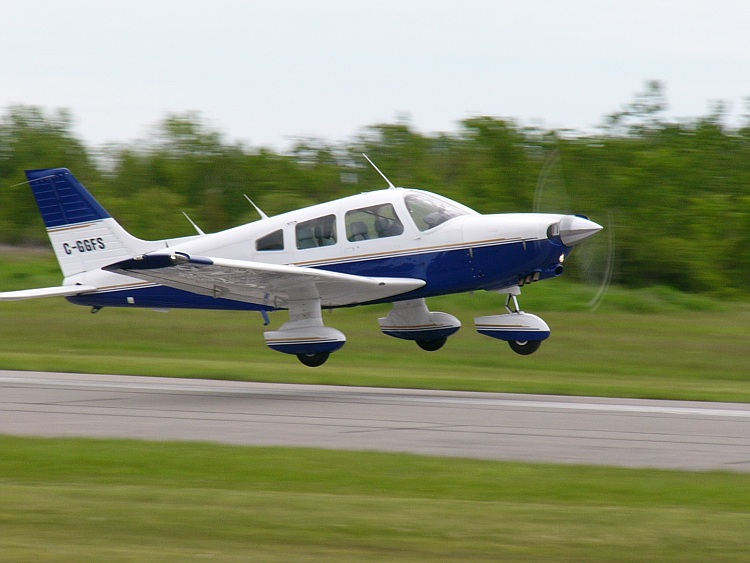
與肇事小型飛機同款的「派柏」PA-28型飛機

當天約11時46分，498號班機載著58名乘客及6名機員，由墨西哥城飛抵洛杉磯上空；不久前，一架機身編號為N4891F的派柏PA-28-181小型飛機，由托倫斯起飛。正當498號班機準備進場時，小型飛機卻撞上498號班機的水平尾翼並將之撞脫。小型飛機的駕駛艙頂部被削走，機上三人當場死亡，飛機墜落於一間小學的露天操場內；498號班機失去了尾翼，隨即失控傾覆，並以近乎垂直的角度墜落於喜瑞都一個新發展的社區內。當時時間為11時52分。498號班機上64人全部死亡，被波及的地面亦有15人死亡，一人受傷，16間房屋受波及。
當時，洛杉磯航空交通管制人員發現498號班機從雷達屏幕消失，而且沒有回應，於是通知在附近的美國航空333號班機幫助留意地面情況。333號班機告知發現地面有濃煙冒升，並證實498號班機已墜毀。

## 調查
美國國家運輸安全委員會（簡稱NTSB）發現，肇事的小型飛機（以下稱N4891F）不正常地誤闖入洛杉磯的「終端管制區域」（簡稱TCA），而且一直沒有跟航管員聯絡過。由於事故沒有生還者，調查集中於對當日值班的航管員身上。調查員發現，肇事的實習航管員當時還有約一個月便完成訓練課程，成為正式的航管員。在意外發生時，因工作量不大，便主動請纓指揮航班。撞機前，他發現另一架違規的小型飛機擅自闖入洛杉磯TCA東部。由於擔心會因此引發事故，於是該航管員集中處理及警告該小型飛機盡快離開TCA，但因通話太久忽略了498號班機，導致與N4891F相撞。
航管員接受調查時，指出他當時並沒有在雷達發現N4891F出現。可能的原因，是因他過份集中應付另一輛誤闖入了TCA的小型飛機，而沒注意N4891F。調查員認為，N4891F一直都有在雷達上顯示。不過，洛杉磯的航管的導航系統老舊也是事實。
可是，為何當時兩機的機員都沒有互相留意到對方？
因為N4891F機型細小，且從遠方飛來實在難以察覺，498號班機沒有留意到N4891F。其後驗屍發現，肇事機師有心臟病記錄，但是驗屍結果發現他事發當時心臟病並未發作。另外，機師一家對洛杉磯並不熟悉，因此調查員認為他們當時失去方向感，於是集中精神留意地面道路環境，以地面道路作指南，而未注意到從右方飛近的498號班機。
另外，由於N4891F並沒有安裝異頻雷達收發機，航管員沒法指示該機的飛行高度。不過，其後法院的證據指出，N4891F機師的失誤，是這次空難的主因。另外，該架擅自闖入TCA的另一架小型飛機，亦因間接導致空難而被重罰。

## 事故之後
這次意外及另一起於TCA空中接近事故發生後，美國聯邦航空局強制美國境內的航機都必須安裝空中防撞系统，及強制於航空繁忙的區域運作的小型飛機都必須安裝「C級」異頻雷達收發機
而這次意外後，陪審團認為墨西哥國際航空不需為事件負責。而肇事小型飛機及美國聯邦航空局均需為此次事件負責，美國地方法院法官大衛．肯揚（David Kenyon）亦同意有關裁決。

## 紀錄片
這次空難被輯製成《空中浩劫》第四季的「Out of Sight」，一些地區叫「Collision over LA」；而香港、台灣等地區則稱為「致命撞機」。

## 外部連結
- California Jet Crash Led to Sweeping Changes （页面存档备份，存于） 紐約時報
- Story Of Cerritos - Chapter 8 (Aeroméxico Flight 498) （页面存档备份，存于）
- Collision in the "Birdcage" （页面存档备份，存于）
- Real Life-Mary Wong （页面存档备份，存于） Sky Magazine October 2007
- AirDisaster.Com 報告
- 498號班機墜機圖片 (AirDisaster.Com)
- 498號班機最後通話紀錄 (AirDisaster.Com)
- Aviation Safety Network 報告 （页面存档备份，存于）